# Phaedimus lumawigi
Phaedimus lumawigi är en skalbaggsart som beskrevs av Arnaud 1989. Phaedimus lumawigi ingår i släktet Phaedimus och familjen Cetoniidae. Inga underarter finns listade i Catalogue of Life.